# Le Vieux Cornet
Pour les articles homonymes, voir Cornet.
Le Vieux Cornet (Hof ten Horen en néerlandais) est des plus vieux édifices ucclois : la tour date du XVIe siècle. Le corps de logis a été rajouté au milieu du XVIIIe siècle.

## Situation et accès
Le Vieux Cornet se trouve dans le bas de l'avenue de Fré, au no 13, au départ du chemin du Crabbegat, et non pas, comme son nom pourrait le laisser supposer, avenue du Vieux Cornet.

## Historique

### Affectations diverses
On y jugeait certains délits de chasse, d'où l'emblème du cor de chasse, gravé dans une pierre et le nom de l'édifice, Vieux Cornet.
Au XIXe siècle, l'Hôtel du Vieux Cornet est une guinguette fréquentée par des artistes. Dès les années 1920, les peintres ucclois commencent à y organiser des expositions.
L'endroit est aujourd'hui une habitation privée.

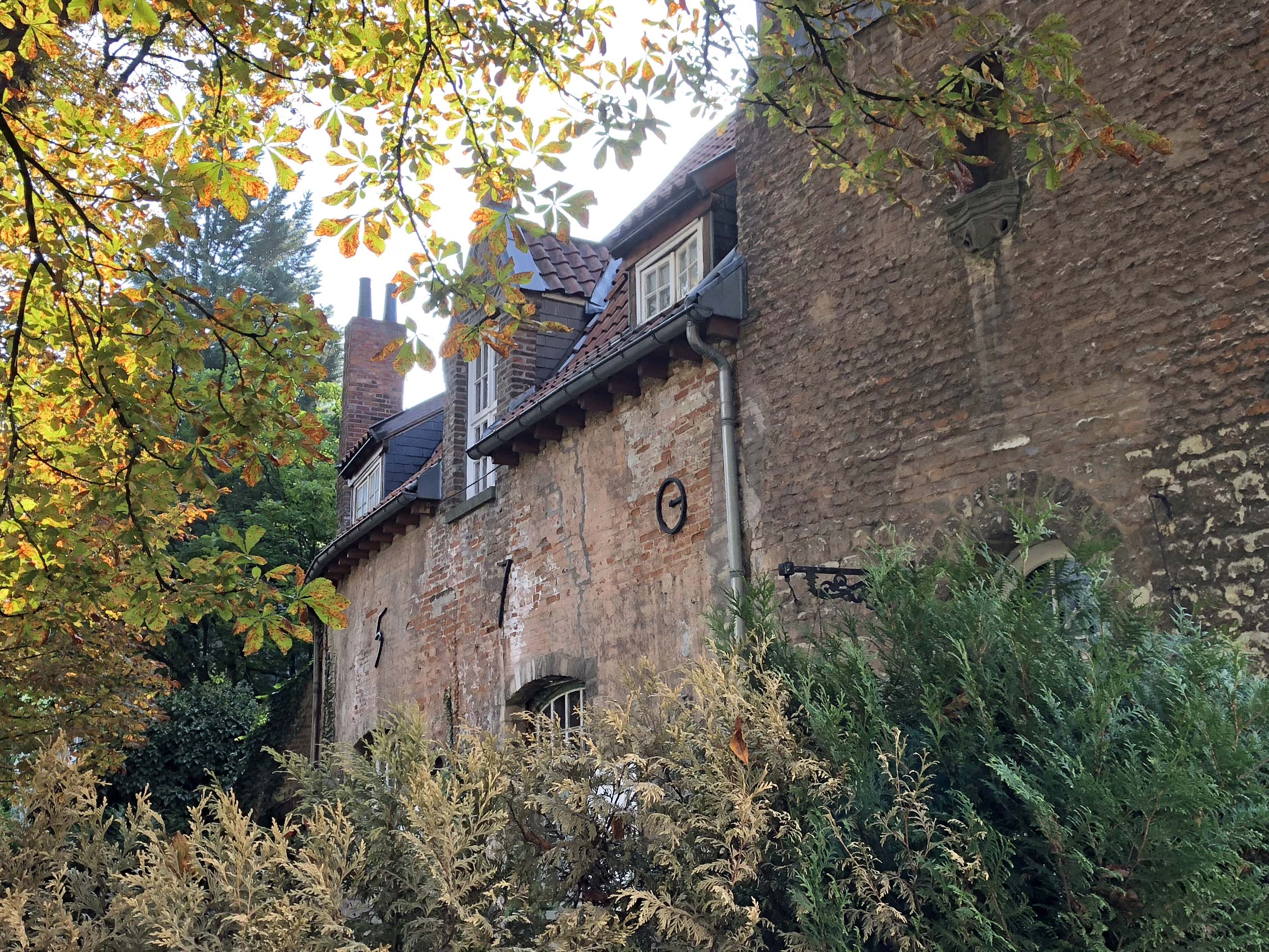
1570 : date en ancres de façade.
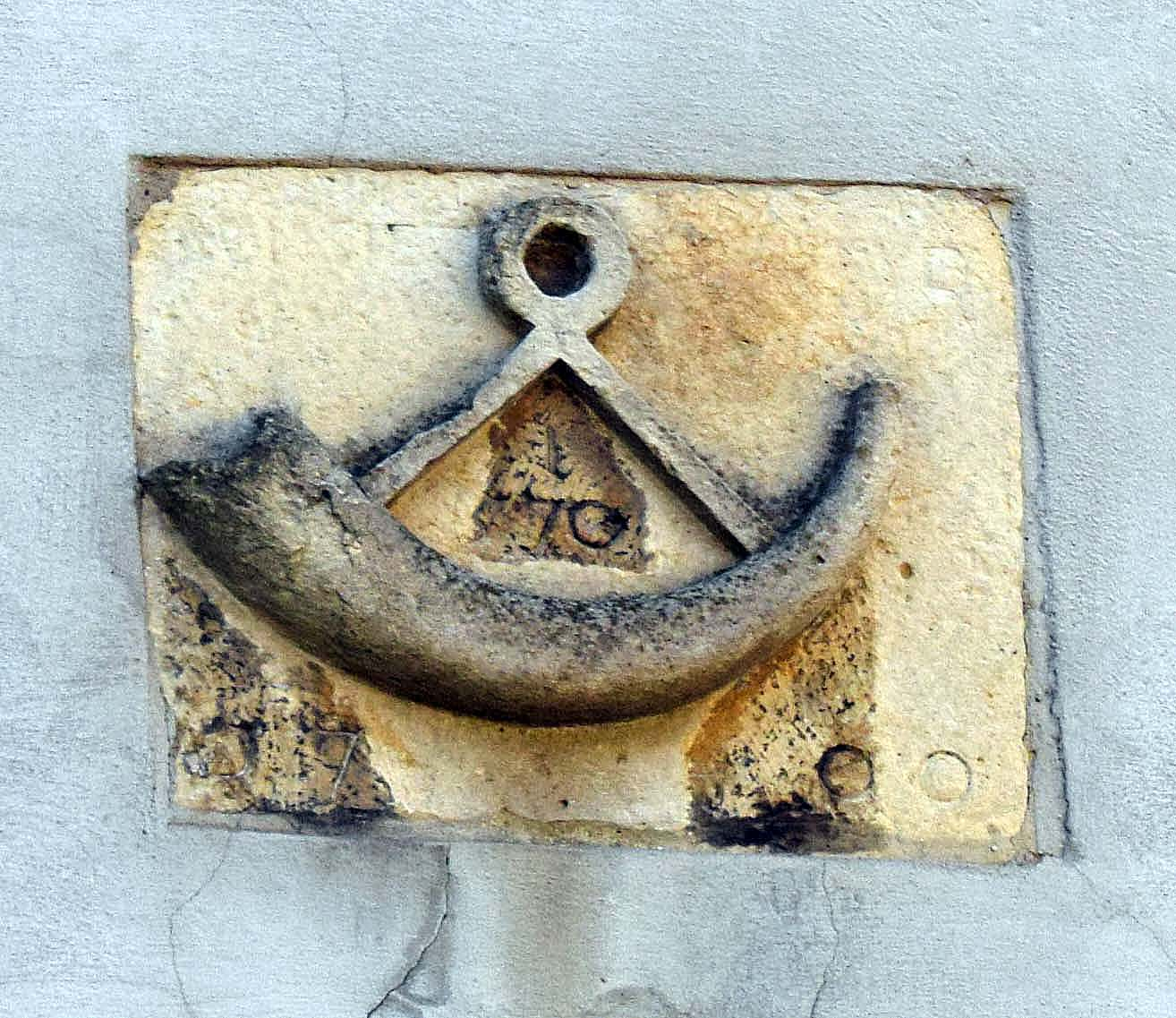
Emblème du cor de chasse, détail de la façade.

### Littérature
En littérature, Charles De Coster a choisi le cadre du Vieux Cornet et du bas du Crabbegat pour un des épisodes des aventures de Thyl Ulenspiegel.

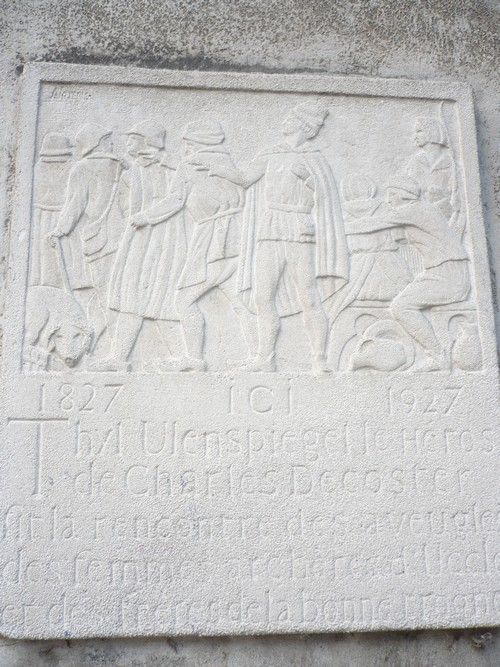
Maison Le Vieux Cornet. Inscription : « 1827-1927 Ici Thyl Ulenspiegel, le héros de Charles Decoster, fit la rencontre des aveugles, des femmes d'Uccle et des frères de la bonne trogne. »

### Peinture
L'artiste Jacques Hanot, dit Jacano, dessinateur, peintre, illustrateur et céramiste, né à Bruxelles, le 5 octobre 1923, a réalisé une peinture du Vieux Cornet.
L'artiste Jan Cornelis Hofman, peintre hollandais post-impressionniste, ayant résidé en Belgique de 1928 à son décès en 1966, a réalisé une peinture du Vieux Cornet.